# 고도이크루스

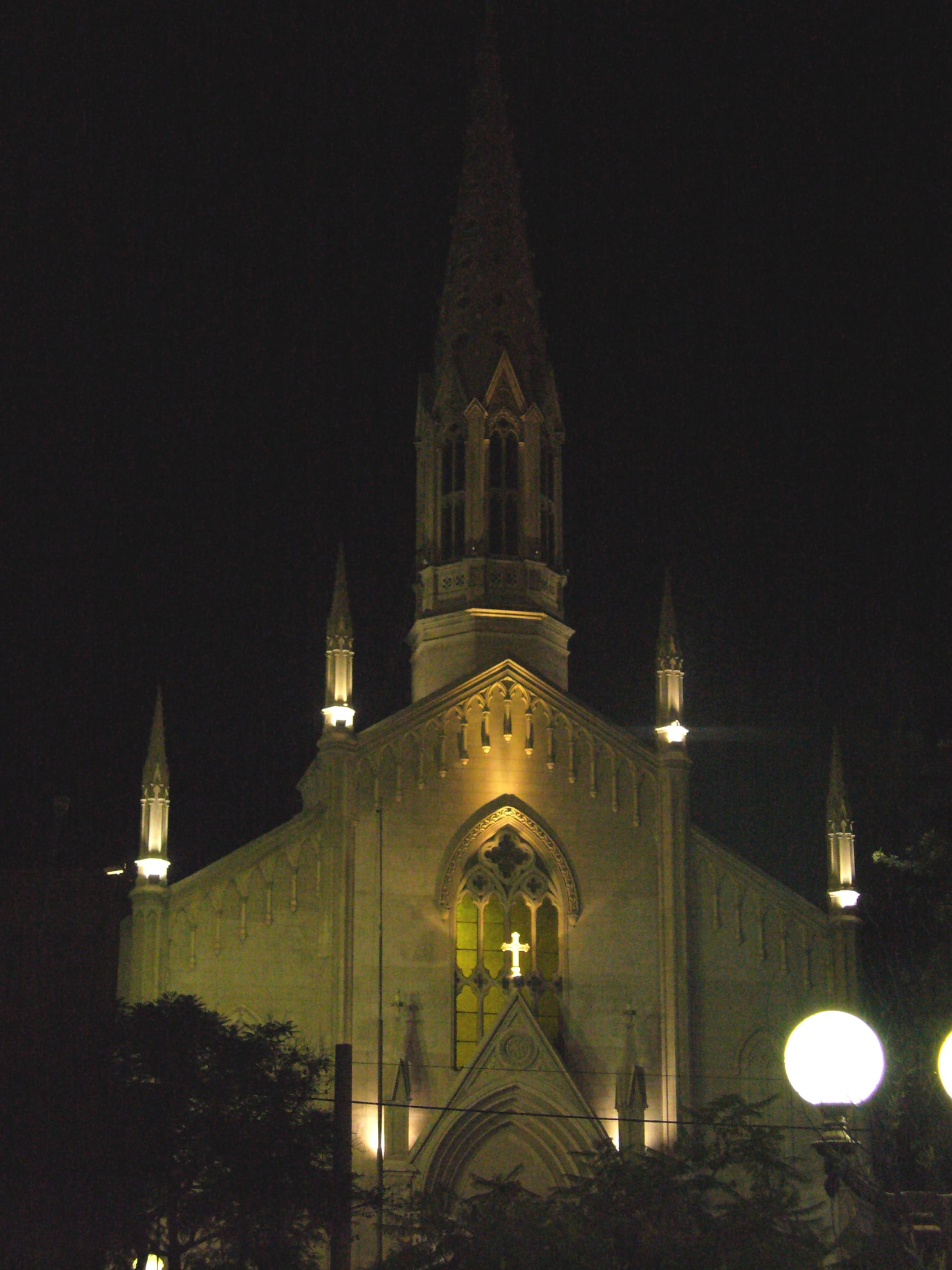

고도이크루스(Godoy Cruz)는 아르헨티나 멘도사주에 위치한 도시이다. 2001년 인구조사[INDEC]에 따르면 주민 수는 183,000명이며, 주도(멘도사 (아르헨티나))의 대도시 지역에 속한다.

## 역사
고도이크루스의 최초 명칭은 Villa de San Vicente(1872년 이후)였고 이후에는 Villa Belgrano(1889년)로 변경됐다. 1909년 2월 9일에 투쿠만 의회에서 멘도사 지방을 대표하고 지방 주지사이자 입법자이기도 한 토마스 고도이 크루즈(Tomás Godoy Cruz) 박사에게 경의를 표하여 도시적 지위을 얻으며 현재 이름으로 이어졌다.